# Це я (фільм, 2013)
«Це я» (рос. Это я) на стадії створення стрічка була також відома під назвами «Рєпка» та «Алін» — дебютна мелодраматична стрічка режисерки Ганни Акулевич 2013 року.

## Опис
Стрічка «Це я» розповідає мелодраматичну історію про сучасну російську родину, що за примхою долі опиняється в Україні. Яна, успішна російська підприємиця, приїздить з Росії у маленьке українське містечко до своїх батьків. Тут живе її восьмирічна донька, яку з ранніх років виховують бабуся, дідусь та сім'я молодшої сестри Яни. Приїзду гості з Росії дуже чекала вся родина, але після приїзду в сім'ї виникають непередбачувані конфлікти.

## Виробництво
Виробництвом фільму займалися студії Contakt studio та Президент фільм Україна. Кошторис фільму — $1 млн (доля Держкіно 4 млн гривень). Музику для фільму створено Національним камерним ансамблем «Київські солісти». Саундтрек до стрічки написав український співак Олег Скрипка.
Серед відомих акторів фільму — переможниця талант-шоу телеканалу 1+1 «Голос. Діти» Ганна Ткач.

## Прокат
Вперше стрічку було представлено 26 жовтня 2014 року на МКФ Молодість.
Стрічка початково мала вийти в український прокат у листопаді 2014 році, але прем'єра в Україні відбулася лише через рік, 7 травня 2015 року. Стрічка вийшла на 37 копіях в 14 містах України, дистриб'ютор в Україні — Ukrainian Film Distribution.

## Фестивалі
Стрічка завоювала Гран-прі Міжнародного кінофестивалю в Лучіано (Італія), спеціальну відзнаку XXV Міжнародного кінофестивалю в Анкарі (Туреччина) «за яскраве поєднання традицій та сучасної кіномови», а також була учасником 15-го МКФ Незалежних Днів в Карлсруе (Німеччина).